# Alen Chubułow
Alen Wadimowicz Chubułow (ros. Ален Вадимович Хубулов;ur. 15 czerwca 2001) – rosyjski, a od 2024 roku bułgarski zapaśnik walczący w stylu wolnym. Brązowy medalista mistrzostw Europy w 2024. 
Wicemistrz świata U-23 w 2024. Mistrz Europy U-23 w 2024. Trzeci na MŚ juniorów w 2019 i na ME juniorów w 2018 roku.
Mistrz Rosji w 2022 i trzeci w 2023 roku.